# Partido de la Refundación Comunista

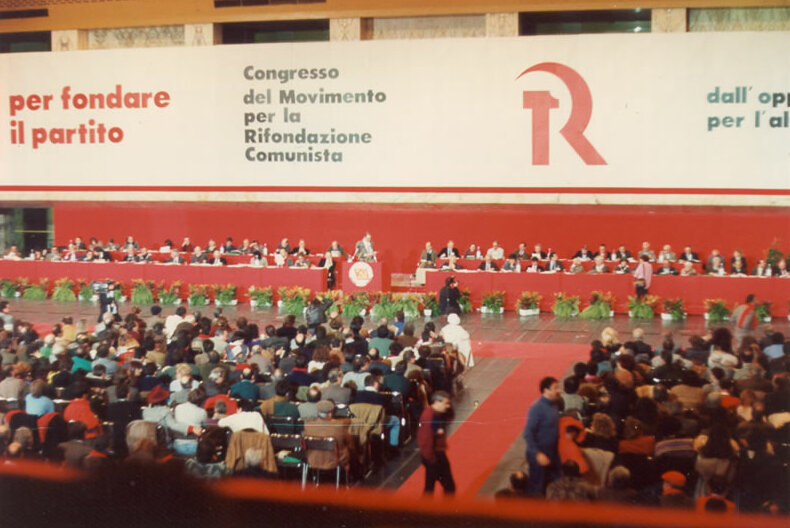
Congreso Fundacional, diciembre de 1991.

El Partido de la Refundación Comunista (en italiano: Partito della Rifondazione Comunista, abreviado PRC) es un partido político italiano de tendencia marxista. 
Fue formado en 1991, cuando el Partido Comunista Italiano se autodisolvió en su XX Congreso, por parte de exmiembros del PCI cuyo objetivo era de llevar a cabo la renovación de una fuerza autónoma comunista en Italia.
Según su declaración de principios, el PRC lucha «para que en Italia, en Europa y en el mundo entero progresen y se consoliden la libertad de los pueblos, la justicia social, la paz y la solidaridad internacional». Entre otros compromisos, destacan «la conservación del medio ambiente», proponen «la superación del capitalismo como condición para construir una sociedad democrática y socialista de mujeres y hombres libres e iguales, lo que supone también la liberación de la mujer a través de su emancipación política, personal y sexual». Los comunistas del PRC «luchan abiertamente contra el antisemitismo y cualquier forma de racismo y de discriminación».
A nivel internacional, es miembro de Encuentro Internacional de Partidos Comunistas y Obreros (EIPCO) y del Partido de la Izquierda Europea.

## Historia
El 3 de febrero de 1991, en la clausura de su XX Congreso Nacional, se decidió la disolución del Partido Comunista Italiano (PCI) y la creación del Partido Democrático de la Izquierda (PDS), liderado por Achille Occhetto. Una parte de los militantes del PCI se opusieron a esta decisión y dieron vida al Movimento per la Rifondazione Comunista (MRC), luego llamado Partito della Rifondazione Comunista (PRC). Los cofundadores fueron Armando Cossutta, Ersilia Salvato, Lucio Libertini y Sergio Garavini, el cual fue elegido coordenador nacional y, en mayo, primer Secretario general del Partido.
En desacuerdo con la línea del Presidente del Partido, Cossutta, Garavini dimitió en junio de 1993. El año siguiente Fausto Bertinotti, ex sindicalista de la CGIL, fue elegido como el nuevo Secretario general. 
En 1995, catorce diputados disidentes del PRC, entre los cuales Garavini, estuvieron a favor del voto de confianza al gobierno de Lamberto Dini, posicionándose en contra de Bertinotti y Cossutta. De este conflicto se produjo la escisión que llevó al nacimiento del Movimiento de los Comunistas Unitarios (MCU).
Entre 1996 y 1998, el PRC apoyó a los gobiernos del centro-izquierda, como parte de la coalición El Olivo, hasta que se distanció por las reformas económicas impulsadas, retirándose de la coalición y forzando a dimitir al Gobierno. Sin embargo parte del Partido, liderada por el presidente del Partido, Armando Cossutta, y la mayoría de los diputados, favorables a continuar su apoyo al gobierno de centro-izquierda, se escindieron para formar el Partido de los Comunistas Italianos (PdCI).
Durante el liderazgo de Bertinotti (desde 1994 hasta 2006), sus tesis se reflejaron en el programa del partido, apostando por el movimiento anti globalización. Aunque Bertinotti gozaba de una amplia mayoría, el Partido tenía en su seno varias corrientes reconocidas, como los comunistas de línea dura de Essere Comunisti (26,2%) y diversas tendencias trotskistas, como FalceMartello (14,6%). 
En abril de 2005 Nichi Vendola, uno de los dirigentes jóvenes del Partido, fue elegido presidente de la región de Apulia. 
Para las elecciones generales de 2006, volvió a formar parte de la coalición de centro-izquierda liderada por Romano Prodi, esta vez denominada L'Unione, la cual venció a la coalición de centro-derecha La Casa della Libertà, liderada por Silvio Berlusconi. Obtuvo 2.229.604 votos, que equivalían al 5,8% y 41 escaños en la Cámara de Diputados, y 2.518.624 votos en el Senado (7,2% y 27 senadores). Tras el nombramiento de Bertinotti como presidente de la Cámara de Diputados, Franco Giordano asumió el cargo de Secretario general del Partido. 
A 2006, la militancia del PRC contaba con 97.784 miembros. Tenía diputados en el Parlamento Europeo, miembros del Grupo de la Izquierda Unitaria Europea - Izquierda Verde Nórdica (GUE-NGL). Ya era miembro del Partido de la Izquierda Europea y observador en las conferencias de la Izquierda Anticapitalista Europea. En las elecciones generales de 2008 participó en la coalición La Izquierda - El Arco Iris, sin obtener representación parlamentaria.
Tras este fracaso electoral se produjo una nueva escisión del PRC, liderada por Nichi Vendola, que junto a otros movimientos políticos creó la coalición Izquierda y Libertad, que posteriormente se convirtió en el partido Izquierda Ecología Libertad (SEL); mientras el PRC y el PdCI formarán la Federación de la Izquierda (FdS). Ambos espacios obtienen resultados discretos y similares en las europeas de 2009. Los malos resultados electorales y la escisión de Vendola supuso un fuerte descenso de la militancia al Partido, que entre 2007 y 2010 perdió a más de la mitad de sus afiliados.
En las elecciones generales de 2013, la Federación de la Izquierda, de la que formaba parte PRC, se integró en la lista de la Revolución Civil que con 765.172 votos (2,25%) se quedó sin representación en la cámara.
En 2013 se integró el partido político Izquierda Crítica (en italiano: Sinistra Critica, abreviado SC)
El PRC apoyó en las elecciones europeas de 2014 la candidatura a Presidente de la Comisión Europea del griego Alexis Tsipras, y formó una lista con otros partidos de la izquierda italiana, La Otra Europa con Tsipras (L'Altra Europa con Tsipras) conectada con los partidos de la Izquierda Europea. La lista obtuvo el 4,03% de los votos y tres escaños en el Parlamento Europeo, uno de los cuales fue para la militante del PRC Eleonora Forenza.
En las elecciones generales de Italia de 2018, el PRC se adhirió a la lista Poder al Pueblo que, con un 1,1% de los votos, no obtuvo escaños.

## Resultados electorales
|                | Votos           | %         | Escaños  |    |
| Generales 1992 | Cámara          | 2.202.574 | 5,6      | 35 |
| Senado         | 2.163.317       | 6,5       | 20       |    |
| Generales 1994 | Cámara          | 2.334.029 | 6,0      | 39 |
| Senado         | en Progresistas | (1)       | ??       |    |
| Europeas 1994  | 1.991.977       | 6,1       | 5        |    |
| Generales 1996 | Cámara          | 3.215.960 | 8,5      | 35 |
| Senado         | 934.974         | 2,9 (2)   | 10       |    |
| Europeas 1999  | 1.330.341       | 4,3       | 4        |    |
| Generales 2001 | Cámara          | 1.868.659 | 5,0      | 11 |
| Senado         | 1.708.707       | 5,0       | 4        |    |
| Europeas 2004  | 1.971.700       | 6,0       | 5        |    |
| Generales 2006 | Cámara          | 2.229.604 | 5,8      | 41 |
| Senado         | 2.518.624       | 7,4       | 27       |    |
| Generales 2008 | Cámara          | 1.124.298 | 3,0 (3)  | 0  |
| Senado         | 1.053.154       | 3,2 (3)   | 0        |    |
| Europeas 2009  | 1.038.247       | 3,4 (4)   | 0        |    |
| Generales 2013 | Cámara          | 765.188   | 2,25 (5) | 0  |
| Senado         | 549.995         | 1,79 (5)  | 0        |    |
| Europeas 2014  | 1.108.457       | 4,03 (6)  | 1        |    |
| Generales 2018 | Cámara          | 370.320   | 1,13 (7) | 0  |
| Senato         | 319.495         | 1,06 (7)  | 0        |    |

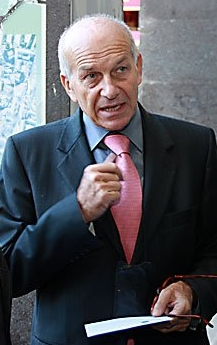
Fausto Bertinotti, Secretario del Partido desde 1994 hasta 2006.

- (1) No se puede indicar un porcentaje ni el número de escaños obtenido por Refundación Comunista, ya que se presenta como parte de la Alianza de los Progresistas.
- (2) El porcentaje no debe considerarse indicativo por haberse establecido "pactos de desistencia" con el Olivo y por tanto la lista del PRC no está presente en todos los colegios.
- (3) Lista La Izquierda - El Arco Iris.
- (4) Lista Anticapitalista.
- (5) Lista Revolución Civil.
- (6) La Otra Europa con Tsipras.
- (7) Lista Poder al Pueblo.

## Número de militantes
| - 1991: 112.278 - 1992: 117.511 - 1993: 120.911 - 1994: 113.495 - 1995: 115.984 - 1996: 127.610 | - 1997: 130.509 - 1998: 117.137 - 1999: 96.125 - 2000: 90.422 - 2001: 91.993 - 2002: 89.124 | - 2003: 85.770 - 2004: 97.629 - 2005: 92.752 - 2006: 93.196 - 2007: 87.826 - 2008: 71.203 | - 2009: 47.061 - 2010: 40.770 - 2011: 37.241 - 2012: 31.215 - 2013: 23.592 - 2014: 19.019 | - 2015: 16.282 - 2016: 18.487 - 2017: 16.945 - 2018: 15.429 - 2019: 9.738 |

## Organización juvenil
La organización juvenil oficial del PRC son los Giovani Comunisti (Jóvenes Comunistas). El partido se apoya también en colectivos estudiantiles y movimientos universitarios, como por ejemplo la Sinistra Universitaria (Izquierda Universitaria). Actualmente, el portavoz es Andrea Ferroni.

## Congresos y conferencias

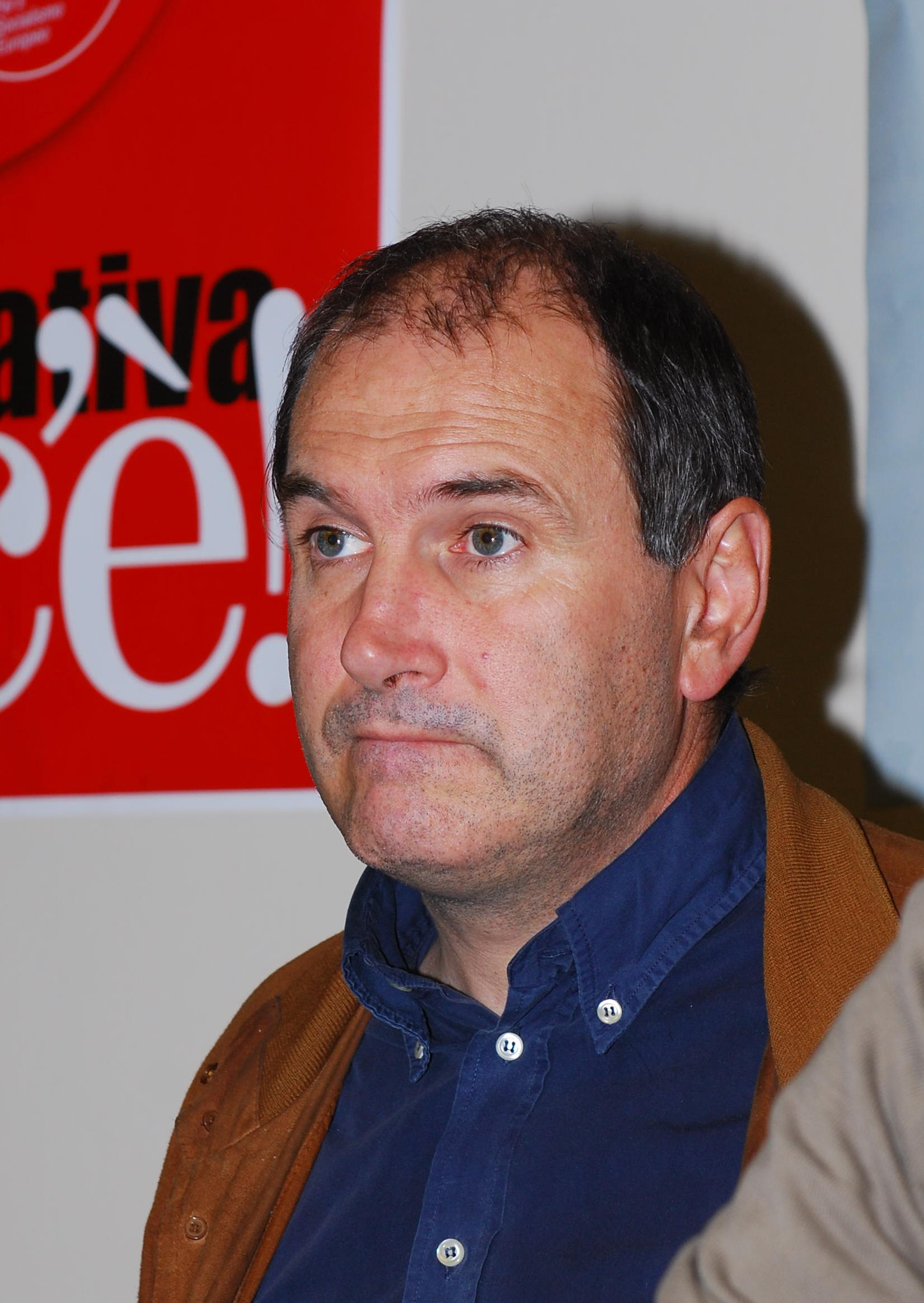
Paolo Ferrero, Secretario del Partido desde 2008 hasta 2017.

### Congresos nacionales
- I Congreso - Roma, 12-14 de diciembre de 1991 - Para fundar el partido de la oposición para la alternativa
- II Congreso - Roma, 21-24 de enero de 1994 - Una fuerza comunista para una izquierda de alternativas
- III Congreso - Roma, 12-15 de diciembre de 1996 - Renovar la política para cambiar la sociedad
- IV Congreso - Rímini, 18-21 de marzo de 1999 - Una alternativa de sociedad
- V Congreso - Rímini, 4-7 de abril de 2002 - Refundación Refundación Refundación
- VI Congreso - Venecia, 3-6 de marzo de 2005 - Hacia un mundo nuevo
- VII Congreso - Chianciano Terme, 24-27 de julio de 2008 - ¡Recomenzamos!
- VIII Congreso - Nápoles, 2-4 de diciembre de 2011 - ¡Contactamos!
- IX Congreso - Perugia, 6-8 de diciembre de 2013 - Escribe tu futuro
- X Congreso -  Spoleto, 31 de marzo-2 de abril de 2017 - ¡Hay necesidad de revolución!
- XI Congreso – Chianciano Terme, 22-24 de octubre de 2021 – Las Raíces y las Alas[6]

### Conferencias Nacionales de Organización
- I Conferencia de Organización - Chianciano Terme, 14-15 de junio de 1997 - La construcción del Partido Comunista de masa después del III Congreso Nacional
- II Conferencia de Organización - Chianciano Terme, 5-6 de febrero de 2000 - El partido se interroga a sí mismo
- III Conferencia de Organización - Carrara, 29 de marzo a 1 de abril de 2007
- IV Conferencia de Organización - Roma, 11-12 de abril de 2015 - Relanzar el partido, unir a la izquierda antiliberista, parar la austeridad en Europa

## Secretarios generales
- Sergio Garavini (10 de febrero de 1991 - 27 de junio de 1993)
- Fausto Bertinotti (22 de enero de 1994 - 6 de mayo de 2006)
- Franco Giordano (7 de mayo de 2006 - 20 de abril de 2008)
- Paolo Ferrero (27 de julio de 2008 - 2 de abril de 2017)
- Maurizio Acerbo (2 de abril de 2017 - )

## Simbología
Según está descrito en el estatuto aprobado en el IX Congreso:

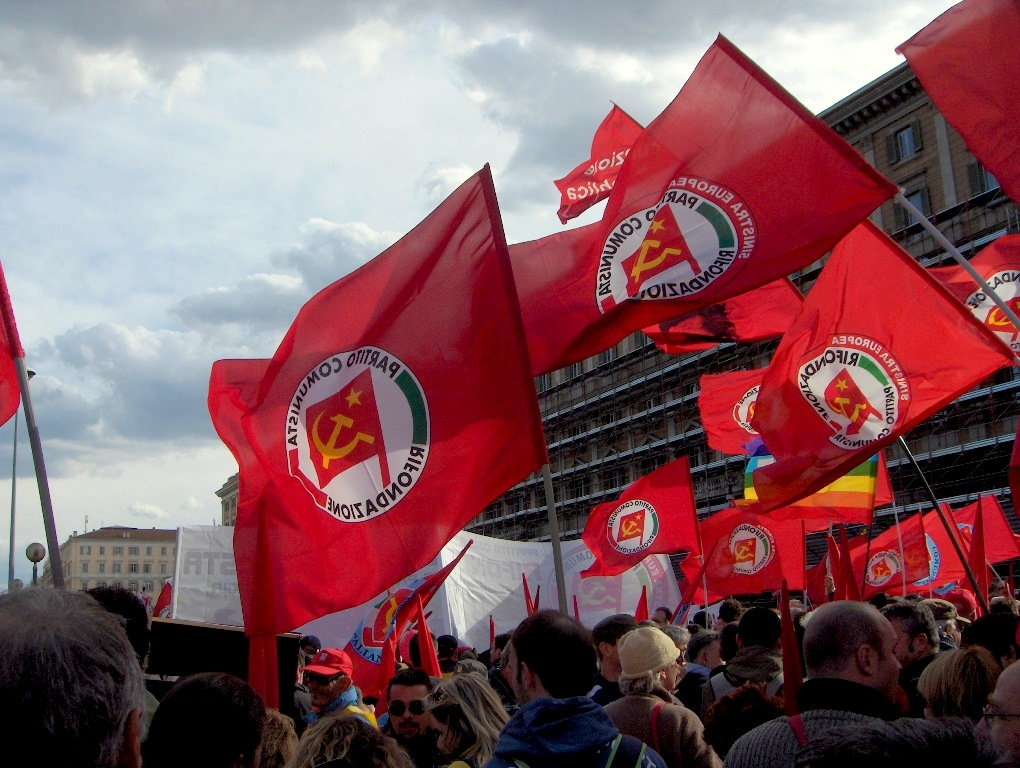
Banderas del PRC.

1. La bandera del partido es roja y lleva, en color oro, la estrella, la hoz y el martillo. Una cinta con los colores nacionales está atada al asta de la bandera.

2. El símbolo del partido está así descrito: “dos círculos excéntricos y tangentes interiormente a la derecha. El más grande de fondo rojo, en segundo plano, lleva en la porción de círculo visible a la izquierda, la escrita en blanco SINISTRA EUROPEA. El segundo círculo, en primer plano, es más pequeño e interior al primero, con fondo blanco y lleva: hoz, martillo y estrella amarillos sobre una bandera roja desplegada e inclinada a la izquierda timbrado por la inscripción en negro RIFONDAZIONE, en la parte inferior aparece la inscripción en negro PARTITO COMUNISTA. Las dos inscripciones están separadas por dos sectores circulares verde a la izquierda y rojo a la derecha que, con el fondo blanco, componen los colores de la bandera nacional”.

3. Los himnos del partido son: La Internacional, Bandera Roja, el Himno de los trabajadores.
Art. 77 Estatuto del PRC de 2013